# Tabitha
Tabitha of Tabita is een meisjesnaam die haar oorsprong vindt in het Aramees (טביתא ṭaḇīṯā). De naam betekent gazelle of hinde en komt voor in de bijbel (Nieuwe Testament - Handelingen van de apostelen 9:36). In de Griekse bijbelvertaling werd Tabitha Dorkas genoemd.

## Personen
- Tabitha of Dorkas, een vroeg-christelijk persoon en heilige
- Tabitha Foen-A-Foe, een Nederlands zangeres
- Tabitha Lingier, een Belgisch voetbalster